# E-Energy
Der Begriff E-Energy mit dem Untertitel englisch Smart Energy made in Germany ist der Name eines Förderprogramms des deutschen Bundesministeriums für Wirtschaft und Technologie (BMWi), das ressortübergreifend in Partnerschaft mit dem Bundesministerium für Umwelt, Naturschutz und Reaktorsicherheit aufgelegt wurde und zwischen 2008 und 2013 umfassend die digitale Vernetzung und Optimierung des Energieversorgungssystems durch den Einsatz moderner Informations- und Kommunikationstechnologien untersucht hat.
E-Energy steht dabei für englisch Electronic Energy bzw. Internet der Energie.
Beispielsweise wurde der Energieverbrauch von Privatkunden über das Internet rückgekoppelt, um so Änderungen im Verbrauchsverhalten zu erzielen. Die Verbraucher bekamen zu diesem Zweck so genannte intelligente Zähler in ihre Haushalte eingebaut, über die sie ihren Stromverbrauch nachverfolgen konnten. Auch wurden untersucht, wie eine Balance zwischen volatiler (wetterabhängiger) Stromerzeugung und fluktuierender Nachfrage nach elektrischem Strom verwirklicht werden kann, so dass die Stromerzeugung mit Wind- und Solarenergie besser in das Energieversorgungssystem integrierbar werden.
Das Programm wurde mit einer Laufzeit von vier Jahren und einem Gesamtbudget von rund 140 Mio. Euro gestartet. Zwölf Modellregionen wurden im Rahmen eines Wettbewerbs identifiziert, von denen sechs mit speziellen Vorhaben gefördert wurden. In den Regionen haben sich jeweils Konsortien zusammengeschlossen, die aus Privatwirtschaft, öffentlicher Hand und Bildungsinstitutionen bestehen. Gemeinsam planten und realisierten sie ihre Forschungs- und Entwicklungsaktivitäten. Die Bundesregierung trug einen Anteil von 60 Millionen Euro der Gesamtfinanzierung des Projekts, den Rest steuerten die Unternehmen bei.
Aus dem Projekt E-Energy ist die Initiative EEBUS entstanden, in der die Schnittstelle zwischen Stromerzeugern und den Geräte in den Häusern und Gebäuden standardisiert wird. EEBUS ist heute die größte Cross-Industrie Initiative in Europa, die sich um die Gerätesprache für Energie kümmert.

## Geförderte Modellregionen

### Übersicht
| Projektname | Projektkoordinator                     | Konsortial- und Projektpartner | Region                          | Website                     |
| --- | -------------------------------------- | --- | ------------------------------- | --------------------------- |
| eTelligence Intelligenz für Energie, Märkte und Netze                                                                | EWE AG                                 | EWE AG, OFFIS, energy & meteo systems GmbH, BTC AG, Fraunhofer-Verbund Energie, Öko-Institut | Cuxhaven                        | www.etelligence.de          |
| E-DeMa Entwicklung und Demonstration dezentral vernetzter Energiesysteme hin zum E-Energy Marktplatz der Zukunft     | RWE Deutschland AG                     | RWE Deutschland AG, Siemens AG, Technische Universität Dortmund, Fachhochschule Dortmund, Ruhr-Universität Bochum, Universität Duisburg-Essen, Miele & Cie. KG, Stadtwerke Krefeld AG, Prosyst Software GmbH | Mülheim an der Ruhr und Krefeld | www.e-dema.de               |
| MeRegio Aufbruch zu Minimum Emission Regions                                                                         | EnBW Energie Baden-Württemberg AG      | EnBW Energie Baden-Württemberg AG, ABB AG, IBM Deutschland GmbH, SAP AG, Systemplan GmbH, Karlsruher Institut für Technologie (KIT) | Göppingen und Freiamt           | www.meregio.de              |
| moma Modellstadt Mannheim                                                                                            | MVV Energie AG                         | MVV Energie AG, DREWAG – Stadtwerke Dresden GmbH, IBM Deutschland GmbH, Power Plus Communications AG, Papendorf Software Engineering GmbH, Universität Duisburg-Essen, Fraunhofer IWES, IFEU Heidelberg, IZES gGmbH | Mannheim und Dresden            | www.modellstadt-mannheim.de |
| RegModHarz Regenerative Modellregion Harz                                                                            | RegenerativKraftwerk Harz GmbH & Co KG | RegenerativKraftwerk Harz GmbH & Co KG, E.ON Avacon Netz GmbH, Siemens AG in.power GmbH, Fraunhofer IWES, 50Hertz Transmission, Cube Engineering GmbH, Halberstadtwerke GmbH, Fraunhofer IFF, IEE-RE (Universität Kassel), Otto-von-Guericke-Universität Magdeburg, envia Mitteldeutsche Energie AG, envia Verteilnetz GmbH, Harz Regenerativ Druiberg e. V., HSN Magdeburg GmbH, Stadtwerke Blanken burg GmbH, Stadtwerke Wernigerode GmbH, Stadtwerke Quedlinburg GmbH, Landkreis Harz, Ceramic Fuel Cells GmbH, EMD International A/S, enercast GmbH, price[it] GmbH | Harz                            | www.regmodharz.de           |
| Smart Watts Steigerung der Selbstregelfähigkeit des Energiesystems durch die Etablierung eines Internets der Energie | utilicount GmbH & Co. KG               | utilicount GmbH & Co. KG, Forschungsinstitut für Rationalisierung (FIR) an der RWTH Aachen, Kellendonk Elektronik GmbH (heute KEO GmbH), PSI Energy Markets GmbH, Soptim AG, Stadtwerke Aachen AG | Aachen                          | www.smartwatts.de           |

### eTelligence
Im Rahmen des Projekts „eTelligence“ soll ein komplexes Regelsystem zur Ausbalancierung der Volatilität von Windenergie entwickelt werden, das den Strom in die Märkte und Netze integriert und eine hohe Versorgungssicherheit bei verbesserter Wirtschaftlichkeit gewährleistet. Dazu entstand in und um Cuxhaven ein neuer Marktplatz für Energie. Erzeuger und Verbraucher können dort nicht nur Strom, sondern auch Netzentlastung, Blindleistung und Systemdienstleistungen anbieten. Auch Privathaushalte können Kleinstmengen an den Markt bringen – ohne sich selbst darum kümmern zu müssen. Das leisten weitgehend automatische Plug & Play-Geräte, die nach den Vorgaben des Besitzers selbständig auf dem Markt agieren. Genutzt werden vor allem die zahlreichen Kühlhäuser der Stadt sowie das Erlebnisbad.

### E-DeMa
Die Modellregion des Regionalverbunds „E-DeMa“ umfasst ländliche und städtische Gebiete mit zwei verschiedenen Verteilnetzen im Rhein-Ruhr-Gebiet und ist durch eine sehr heterogene Versorgungsdichte gekennzeichnet. Diese führt zu besonderen technischen Herausforderungen, denen durch die Schaffung einer intelligenten IKT-Infrastruktur begegnet wird. Bei „E-DeMa“ geht es zum Beispiel um die Entwicklung einer intelligenten Verbrauchssteuerung sowie einer zeitnahen Verbrauchsdatenerfassung und -bereitstellung. So werden u. a. digitale Stromzähler in Haushalte integriert, um durch Vernetzung im Haushalt Energieeffizienz zu bewirken. Außerdem soll die Netzbetriebsführung in dezentralen Verteilnetzen optimiert werden.

### MeRegio
„MeRegio“ zielt auf den Einsatz von IKT zur CO2-Minimierung und Klimaschutz. Ziel ist die Steigerung der Effizienz des Netzes, die bessere Ausnutzung von erneuerbar und dezentral erzeugter Energie durch Anpassung der Nachfrage an deren schwankendes Angebot unter Vermeidung von Netz-Engpässen, sowie die Schaffung einer Plattform für den Handel auch kleiner Energiemengen (als z. B. derzeit bei der EEX möglich). Das Projekt wird auch einen Zertifizierungsprozess definieren, über den sich Regionen ein Zertifikat für die besonders effiziente Nutzung von Energie ausstellen lassen können. Dazu wurde ein Modellhaus konstruiert, welches Energie auf dem Dach oder mit einem Kleinst-Blockheizkraftwerk im Keller erzeugt. Die Haushaltsgeräte sind über Kommunikationstechnik untereinander und mit einer intelligenten Systemplattform verbunden. Auch ein Elektrofahrzeug ist in den Stromkreislauf eingebunden.

### moma (Modellstadt Mannheim)
In Mannheim wird ein repräsentativer Großversuch mit neuen Methoden zur Verbesserung der Energieeffizienz, der Netzqualität und der Integration erneuerbarer und dezentraler Energien im Städtischen Verteilnetz durchgeführt. Kern ist dabei die Entwicklung eines spartenübergreifenden Ansatzes (Strom, Wärme, Gas, Wasser) zur Vernetzung der Verbrauchskomponenten mittels einer Breitband-Powerline-Infrastruktur. Durch eine entsprechende Angebotsinfrastruktur kann der vorausschauende Nutzer des Energiemarktes seinen Verbrauch sowie auch eigene Erzeugung an variablen Preisen ausrichten und zu mehr Energieeffizienz beitragen.

### RegModHarz
Ziel des Projekts „Regenerative Modellregion Harz“ ist die Sicherstellung der Netzstabilität bei hoher Volatilität der erneuerbaren Energien. In Verbindung mit einem innovativen Online-Netzwerk wird den beteiligten Erzeugern, Händlern, Netzbetreibern und Kunden eine ökologisch und ökonomisch optimierte Energieversorgung bis hin zur Vollversorgung ermöglicht. Aus technologischer Sicht ist auch die Integration von Elektrofahrzeugen als Elektro-Speicher hervorzuheben, die erprobt werden soll.

### Smart Watts
Das Modellvorhaben „Smart Watts“ basiert auf einem Konsortium aus Forschung, Energiewirtschaft und Elektronik, die insbesondere durch die Schaffung von Interoperabilität und Standardisierung in einer IKT-gestützten Energieversorgung zu einem „Internet der Energie“ beitragen wollen. Im Projekt sollen modulare intelligente Stromzähler zu einer Energiezentrale im Haushalt weiterentwickelt werden. Ziel ist, dass Haushaltsgeräte selbständig Strom primär dann verbrauchen, wenn er günstig zur Verfügung steht (z. B. bei starkem Wind oder Sonnenschein), ohne dass der Komfort eingeschränkt wird. Daneben sollen Kunden auf Basis dieser Infrastruktur mit detaillierten Informationen und neuen Dienstleistungen vom Energiemarkt, z. B. Energiespartipps, versorgt werden. Der Feldversuch zur Erprobung der neu entwickelten Komponenten und Systeme startete mit 250 Teilnehmern im Dezember 2012 in Aachen. Hier wurde auch erstmals der EEBUS in einem Feldversuch erfolgreich getestet.